# Українська асоціація видавців періодичної преси
Украї́нська асоціа́ція видавці́в періоди́чної пре́си (УАВПП) є добровільною, недержавною, неприбутковою організацією видавничих компаній періодичної преси України.

## Мета
Українська асоціація видавців періодичної преси є національним галузевим об'єднанням юридичних осіб-видавництв преси, яке задекларувало захист і підтримку вітчизняного газетно-журнального бізнесу та прискорення загального розвитку галузі вітчизняної преси.
Місія УАВПП: «Об'єднати видавців газет і журналів з метою створення цивілізованого ринку преси і розвитку видавничого бізнесу шляхом лобіювання спільних інтересів та якісного сервісу для кожного члена Асоціації».
Українська асоціація видавців періодичної преси має дві стратегічні цілі:
- перша — створити цивілізований ринок преси в Україні;
- друга — забезпечити підтримку, захист та якісні послуги для своїх членів — видавничих компаній України.

УАВПП та АНРВУ представляють Україну у Всесвітній Газетній Асоціації (WAN [Архівовано 16 січня 2022 у Wayback Machine.]).
УАВПП заявила про своє утворення в березні 2001 року під час зборів ініціативної групи видавців більш ніж трьох десятків недержавних регіональних газет у Запоріжжі. Зареєстрована згідно із Законом України «Про підприємство» як об'єднання юридичних осіб у липні 2001 року. Загальні збори членів УАВПП у липні того ж року прийняли Статут УАВПП та затвердили систему членських внесків.
УАВПП об'єднує більш ніж 100 видавництв преси з усіх регіонів України.

## Склад керівних органів (віцепрезидентів та ради директорів УАВПП)
Президент
Олександр Антонець — президент УАВПП
Рада директорів УАВПП:
1. Олександр Човган — віцепрезидент УАВПП з питань регіонального розвитку, президент медіа корпорації RIA
2. Борис Ложкін — віцепрезидент УАВПП з питань міжнародної співпраці, президент UMH group
3. Олена Чернова — віцепрезидент УАВПП з питань видавництва журналів, генеральний директор ТОВ «Караван-Медіа»
4. Сергій Атаман — член ради Директорів, віцепрезидент ТОВ ІА «Автоцентр»
5. Ірина Андрющенко — член ради Директорів, генеральний директор компанії «The marker»
6. Наталія Бойко — член ради Директорів, директор з стратегічного маркетингу «Медіа Інвест Груп»
7. Сергій Чернявський — член ради Директорів, виконавчий директор ТОВ СП «Пронто-Київ»
8. Ігор Ляшенко — член ради Директорів, президент видавництва «Економіка»
9. Павло Кармацький — член ради Директорів, президент Групи видань «Город»
10. Інна Рик — член ради Директорів, генеральний директор ТОВ «Едіпрес Україна».